# Tereske
Tereske (szlovákul: Tereška) község Nógrád vármegyében, a Rétsági járásban.

## Fekvése

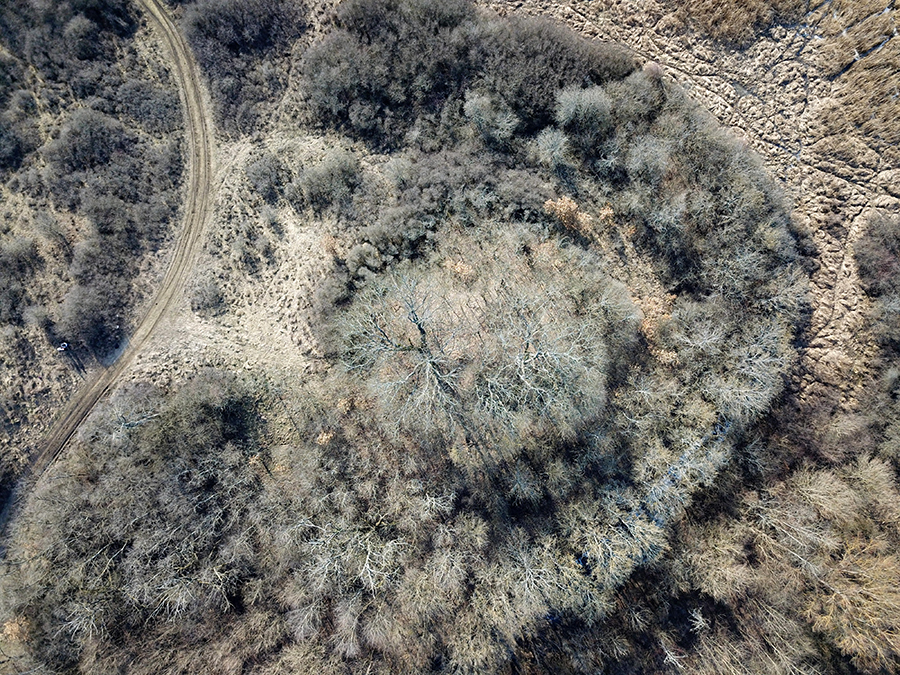
Kurucz-domb

Nógrád vármegyében, a 22-es főútról egy rövid, 1 kilométeres bekötőúton (a Szátokig, illetve a 2117-es útig vezető 21 126-os mellékúton) érhető el. A főút egy szakasza Tereske és Pusztaberki közigazgatási határán húzódik, itt ágazik ki Pusztaberki és Horpács felé, észak-északnyugati irányban a 2202-es útig tartó, 5,8 kilométer hosszú 22 102-es út.

## Története
Tereske (-monostor, Tót-) Árpád-kori település. Nevét 1219-ben említette először oklevél Triskai alakban írva, majd 1255-ben Triske, Tottriske, 1274-ben Tottreske írásmóddal.
Tereskének már a tatárjárás előtt is voltak lakosai. Erről tanúskodik az altemplommal  és eredeti freskókkal rendelkező román kori templom is. E községben még a tatárjárás előtti korszakban, a Boldogasszonyhoz címzett Benedek-rendű apátság állott fenn, melyről a Váradi regestrum (1219–1239) is megemlékezik. E kolostor a 13–15. században még fennállott; nyomai a községhez tartozó Dennek-pusztai erdőben még ma is láthatók. Az Árpád-korban már a Boldogasszonyhoz címzett Benedek-rendű apátság állt itt, melynek apátja 1219-ben perelte a Heves vármegyében lévő poroszlai (Poroszló) apátot és kegyurát 20 M miatt.
A monostoros hely mellett Vadkerttel határosan terült el Tóttereske falu, melynek 5 és fél ekényi, a nógrádi vár alá tartozó  földjét 1255-ben Sdelyn (Edelyn) fia Jób eladta a Vadkerten birtokos esztergomi érseknek.
A 16. század közepén török terület volt: 1562–1563-ban Hasszán bég, Rusztem pasa helytartója, 1583–1584-ben pedig Musztafa bin Abdullah, esztergomi lovas vitéz, 1584–1585-ben Mohammed Juszuf, a nógrádi tüzérek főnöke, 1592-ben pedig Behrem bin Abdullah, nógrádi tüzértizedes hűbérbirtoka volt. 1593-ban szabadult fel a megszállás alól. 1598-ban Kampor Ferenc özvegyének volt a birtoka.
1715-ben 14 magyar és 7 tót, 1720-ban 12 magyar és 4 tót háztartást írtak itt össze.
A 18. század első felében a Frideczky család birtoka volt, 1770-ben Frideczky Tádé, Frideczkyné szül. Farkas Anna, Frideczky Róza, Balczer József, Bory István és a Jeszenszky család volt a birtokosa, 1826-ban Jeszenszky István, Szmrecsányi István, Frideczky József, Bory János özvegye, továbbá a Szily, Kokovay családok, Angyal és a Pogány családok és Huszár Károly birtoka volt, majd az 1900-as évek elején Huszár László dr., Egresy Aladár, Pápa Zsigmond, a Szmrecsányi örökösök és özv. Keresztszeghy Lajosné szül. Angyal Hermin volt itt a nagyobb birtokos. A községbeli úrilakok közül a Pápa Zsigmond és Angyal Hermin házainak alapjai még a középkorból valók. Az előbbié az egykori Benedek-rendű kolostor, az utóbbié pedig azelőtt a Frideczky-kúria volt. Huszár László úrilaka pedig 1848-ban épült.
Az 1710 január 22-én Romhánynál lezajlott ütközet kiterjedt e község határára is. Az itt elesetteket a Dennek-pusztához tartozó erdőben hantolták el.
1866-ban nagy kolerajárvány pusztított a településen.
A 20. század elején Nógrád vármegye Nógrádi járásához tartozott.
A községhez tartoztak Dennek-pusztán kívül Farkasvölgy-, Ilonka-, Károly-, Kormos és Ledér-puszták is.

## Közélete

### Polgármesterei
- 1990–1994: Potyecz Pálné (független)[4]
- 1994–1998: Potyecz Pálné (független)[5]
- 1998–2002: Potyecz Pálné (független)[6]
- 2002–2006: Potyecz Pálné (független)[7]
- 2006–2010: Potyecz Pálné (független)[8]
- 2010–2014: Urbán Pál (Fidesz-KDNP)[9]
- 2014–2019: Meló Martina (független)[10]
- 2019–2024: Vincze-Meló Martina (Fidesz-KDNP)[11]
- 2024– : Vincze-Meló Martina (Fidesz-KDNP)[1]

## Népesség
A település népességének változása:
| Lakosok száma | 714  | 685  | 665  | 667  | 679  | 688  | 665  |
|               | 2013 | 2014 | 2015 | 2021 | 2022 | 2023 | 2024 |

1910-ben 867 lakosából 860 magyar volt, ebből 815 római katolikus, 19 evangélikus, 3 izraelita volt.
2001-ben a település lakosságának 93%-a magyar, 7%-a cigány nemzetiségűnek vallotta magát.
A 2011-es népszámlálás során a lakosok 93,7%-a magyarnak, 12,1% cigánynak, 0,4% németnek mondta magát (6,2% nem nyilatkozott; a kettős identitások miatt a végösszeg nagyobb lehet 100%-nál). A vallási megoszlás a következő volt: római katolikus 72,7%, református 2,2%, evangélikus 0,8%, felekezeten kívüli 10,6% (11,9% nem nyilatkozott).
2022-ben a lakosság 92,8%-a vallotta magát magyarnak, 11,3% cigánynak, 0,4% németnek, 0,3% ukránnak, 0,1% szlováknak, 2,4% egyéb, nem hazai nemzetiségűnek (7,2% nem nyilatkozott; a kettős identitások miatt a végösszeg nagyobb lehet 100%-nál). Vallásuk szerint 45,5% volt római katolikus, 2,2% református, 0,7% evangélikus, 0,1% görög katolikus, 2,9% egyéb keresztény, 1,6% egyéb katolikus, 11,2% felekezeten kívüli (35,2% nem válaszolt).

## Műemlékei

### Római katolikus templom
Tereske bencés apátsága és román temploma a 11-12. században épült. Az északi falon látható Szent László-legenda falképsorának utolsó négy képe a 13. században, a felvonulás és ütközet a 14. század végén készült. 1467-ben még lakták a kolostort, ezután elnéptelenedett. Mátyás 1490-ben Bajoni Istvánnak adományozta, aki átépíttette a templomot. Valószínűleg ekkor helyezték el a pasztofóriumot (szentségtartó)is. A 16. század során belső bélésfalat emeltek, majd 1720 után barokk átépítés következett.

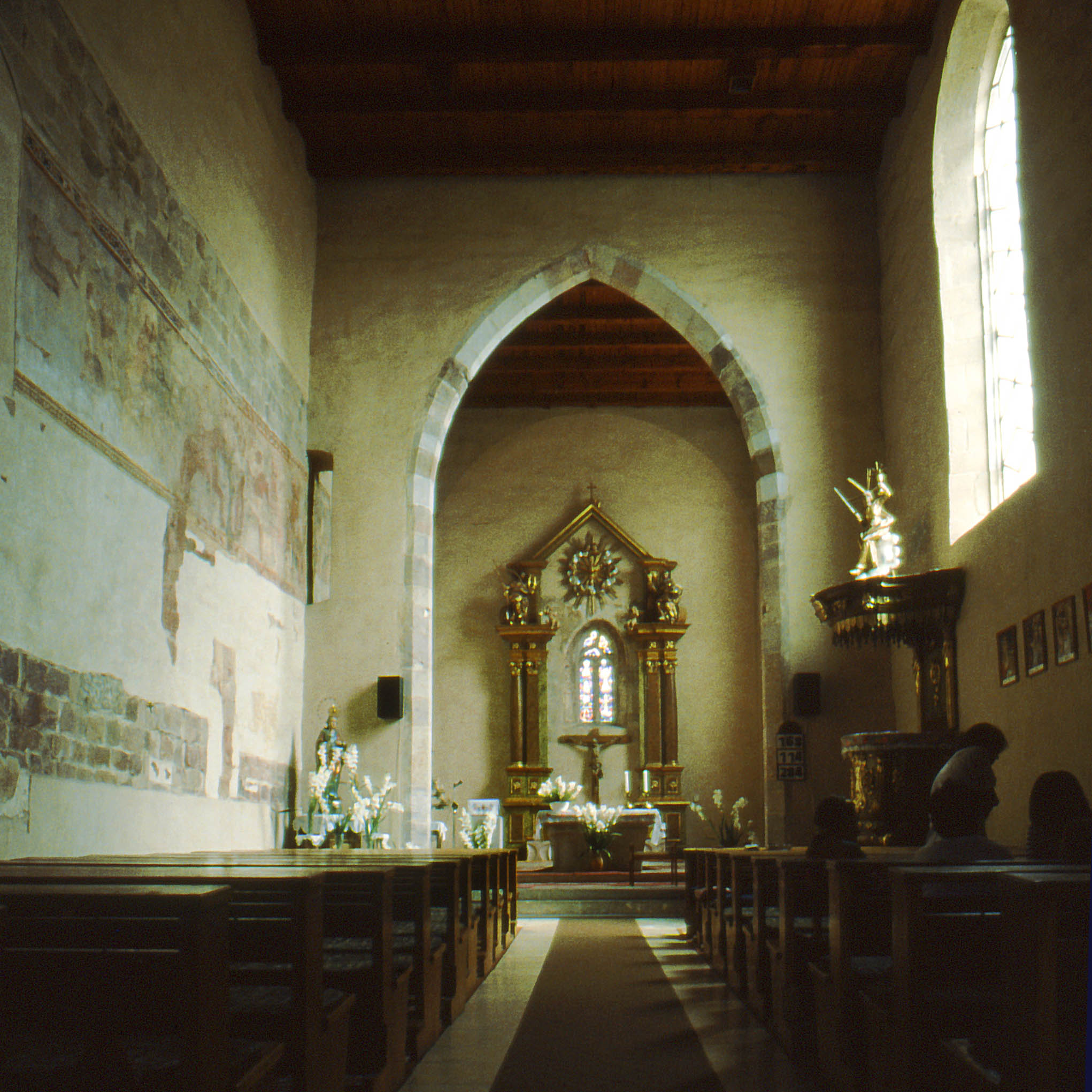
Templombelső
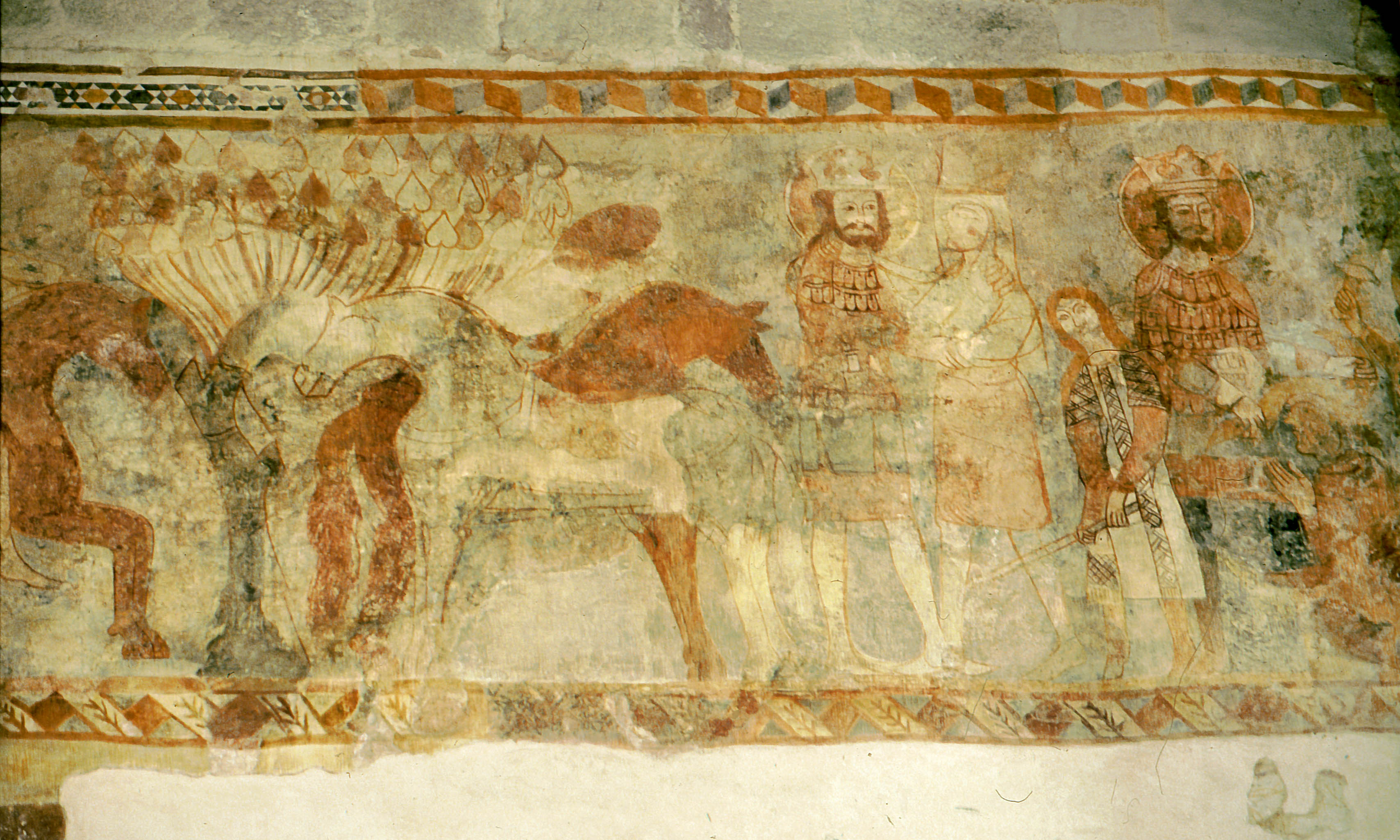
Tereske, Szent László legendája, falfreskó-részlet
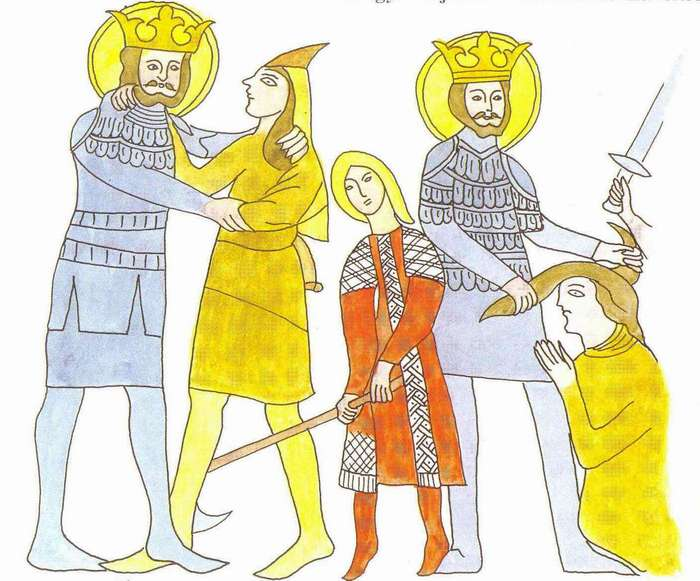
Részlet a tereskei Szent László legendából, egy észak-magyarországi tájakat bemutató kiállítási füzetből.

A mai templom keletelt, egyhajós, homlokzati tornyos. Falai nagyobbrészt kváderkövekből épültek, így a főhomlokzat is, melyet később barokk stílusúra alakítottak. Tornya egy szinttel emelkedik a tetőszék fölé. A déli oldalfalban kis román és nagyméretű csúcsíves ablakok láthatók, valamint egy késő gótikus ajtókeret. Szentélye a hajóval azonos szélességű, az egyenesen záródó keleti falban a román szentély sarokkiképzése is megfigyelhető. A belső tér síkmennyezettel van fedve, a diadalív csúcsíves. A déli oldalon későbbi bélésfal részlete áll. Dongaboltozatos altemploma van, melyből földbe vájt alagút vezet a falon kívül, észak felé. A templomtól délre a középkori kolostor és torony alapfalai láthatók.

### Volt Frideczky-kúria
A kúria a Frideczky családnak épült 18. században, barokk stílusban. A földszintes, téglalap alaprajzú épület kerti homlokzatát, mely előtt portikusz is áll, 1830-ban alakították át. A portikuszt szélein két-két téglából falazott oszlop támasztja, felette lesarkított, háromszögű oromzat áll. A főbejárat is innen nyílik, az előcsarnokhoz korábban kocsifelhajtó vezetett, ezt később lépcsőkkel helyettesítették. A homlokzatokat fejezetes falpillérek, szemöldökpárkányok díszítik. Kontyolt nyeregtető fedi, a bejárati traktus boltozott. A portikusz két oldalán kőkeretes pinceajtók helyezkednek el a magas lábazatban. A teljes épület alatt boltozott, téglapadozatú pince helyezkedik el. Parkja gondozatlan, az utca vonalán lándzsás vaskerítés húzódik.

#### Lásd még
- Frideczky Lajos

### Volt Huszár kastély
A kastélyt a Huszár család építtette klasszicista stílusban, 1848-ban. A főépület téglalap alaprajzú, földszintes. Utcai homlokzatán középrizalit, a kert felé négy oszlopos, kocsifelhajtós portikusz helyezkedik el, mindkettő timpanonnal van lezárva. A homlokzatot egyszerű fejezettel formált falpillérek tagolják. Az épület középfolyosós, belső előcsarnokos elrendezésű. A két oldalszárny különböző méretű, a bal oldali a terep lejtése miatt dél felől emeletes kialakítású. Homlokzatuk két-két féloszloppal díszített. A főépülethez négy-négy oszloppal tartott, eredetileg nyitott nyaktaggal kapcsolódnak. Ezeket újabban elfalazták, kis toldalékok is épültek. Új, magas kazánkéményével a műemlék összképét teljesen elrontották. Jelenleg a helyi nyolcosztályos általános iskola működik az épületben.

### A templom és az egykori kastély műemléki környezete

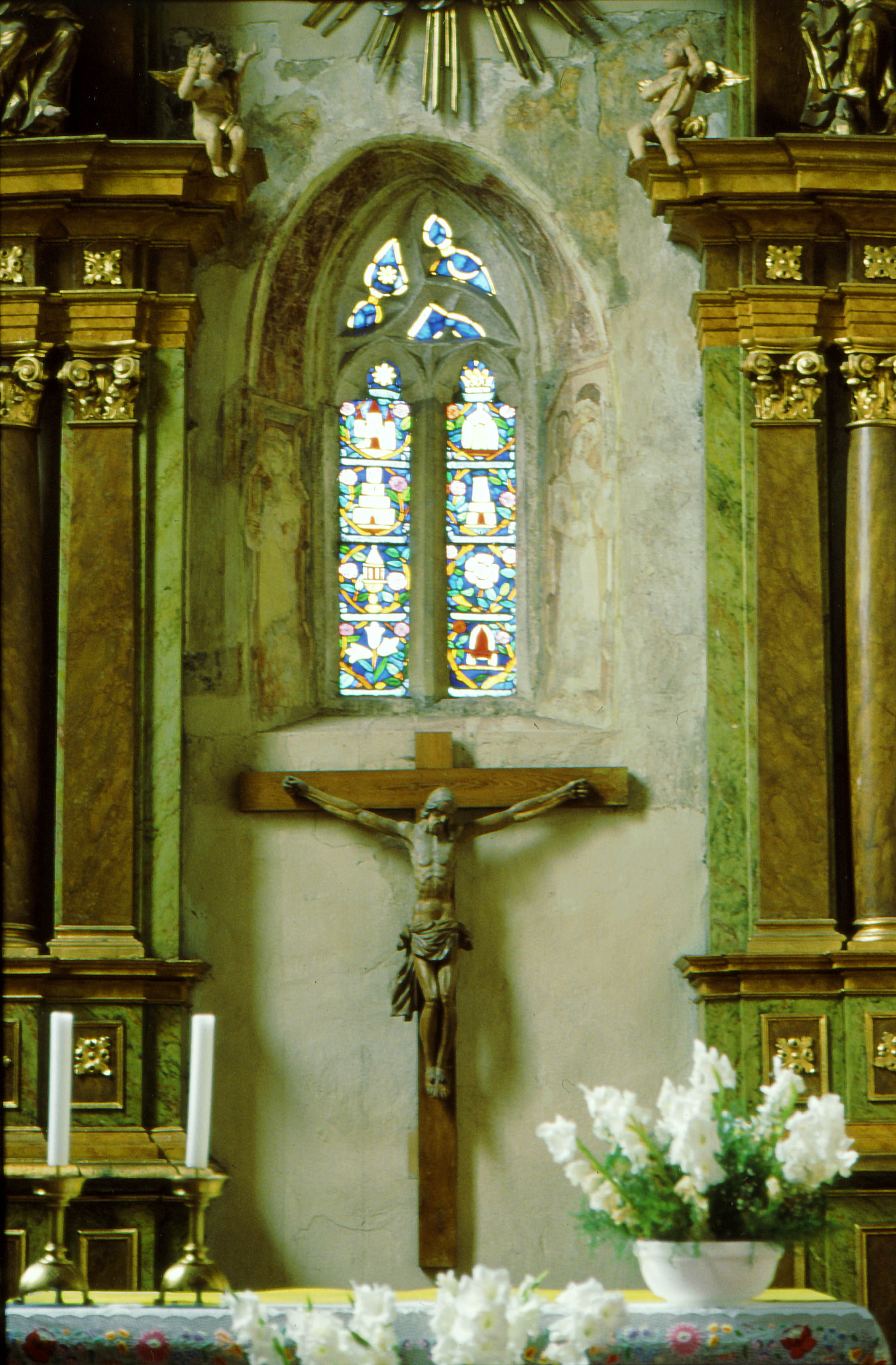
Tereske, oltár, barokk díszítéssel

A terület határa keleten a templomtelek vonala a plébánia telkéig, ahol nyugat felé fordul a Kossuth utcai telkek, majd a kúria parkjának végében. Nyugat és észak felől körülöleli a kastélyparkot, majd a takarékszövetkezettől északra elhaladva visszatér a Kossuth út északi beépítési vonalához.
A műemléki környezet a Huszár-kastély és park, az értékes római katolikus templom és kolostorrom, a Frideczky kúria és majorság, valamint a köztük lévő néhány fésűs beépítésű lakóház faluképet meghatározó együttesét van hivatva védeni. A kúria parkja elhanyagolt, kerítése romos, a majorsági épületeket részben lebontották, helyükre új, modern családi házak épültek.

### Temetőkert
A temetőkertet a templomtól keletre találjuk. Kettéosztottsága szokatlan. Ez azt jelenti, hogy egyik felében a falusiak, a másikban a birtokos családok temetkeztek. Az elmúlt negyven évben sem szűnt meg ez a megosztottság.
A tereskei temetőkert eredetileg szépen tervezett, fákkal, bokrokkal telepített volt. A meglévő fák igényes kialakításáról tanúskodnak. Ezt a megállapítást igazolja a méretes fák egész sora, a 150 cm törzskerületű szomorú bükk, a két vérbükk, a pirosvirágú galagonya, a lucfenyő, az amári palósfa, az aranyvessző szép bokrai és a vörösmogyorók. Volt egy olyan elképzelés, hogy a vármegyéből összegyűjtik és megőrzik a régi fejfákat, erre még nem került sor.

## Külső hivatkozások
- Tereskei horgásztó Archiválva 2008. június 12-i dátummal a Wayback Machine-ben